# Paszkowce (Białoruś)
Paszkowce (biał. Пашкоўцы, Paszkoucy; ros. Пашковцы, Paszkowcy) – wieś na Białorusi, w obwodzie brzeskim, w rejonie lachowickim, w sielsowiecie Nacza.

## Historia
W XIX i w początkach XX w. położone były w Rosji, w guberni mińskiej, w powiecie słuckim, w gminie Lachowicze.
W dwudziestoleciu międzywojennym leżały w Polsce, w województwie nowogródzkim, w powiecie baranowickim, w gminie Lachowicze. W 1921 miejscowość liczyła 369 mieszkańców, zamieszkałych w 42 budynkach, w tym 234 Polaków, 133 Białorusinów i 2 Niemców. 250 mieszkańców było wyznania rzymskokatolickiego, 117 prawosławnego i 2 ewangelickiego.
Po II wojnie światowej w granicach Związku Sowieckiego. Od 1991 w niepodległej Białorusi.